# Río Claro (vattendrag i Chile, Región del Maule, lat -35,71, long -71,08)
Río Claro är ett vattendrag  i Chile.   Det ligger i regionen Región del Maule, i den södra delen av landet, 250 km söder om huvudstaden Santiago de Chile.
Omgivningen kring Río Claro består i huvudsak av gräsmarker och området är mycket glesbefolkat, med 7 invånare per kvadratkilometer.